# ‘Deed I Do
‘Deed I Do – standard jazzowy z 1926 roku, skomponowany przez Freda Rose’a do słów Waltera Hirscha. Pierwszym artystą, który wykonywał utwór był S. L. Stambaugh, jednak dopiero później spopularyzował go Ben Bernie.

## Inne wersje
Opracowano na podstawie materiałów źródłowych.
- Ben Pollack (1926)
- Ruth Etting (1926)
- Eddie Peabody (1926)
- Harry Reser (1927)
- Sissle i Blake (1927)
- Johnny Marvin (1927)
- Lena Horne (1948)
- Peggy Lee (1948)
- Nat King Cole (1950)
- Bing Crosby (1956)
- Blossom Dearie – Blossom Dearie (1957)
- Billie Holiday – Last Recordings (1959)
- Ray Charles – The Genius of Ray Charles (1959)
- Gene McDaniels – Sometimes I’m Happy (1960)
- Ella Fitzgerald i Count Basie – Ella and Basie! (1963)
- Les Paul i Chet Atkins – Chester and Lester (1976)
- Taj Mahal – Taj (1987)
- Sue Raney – Breathless (1997)
- Diana Krall – Live in Paris (2002)
- The Hot Club of Cowtown – Continental Stomp (2003)
- Linnzi Zaorski – Hot Wax and Whiskey (2007)
- Lynda Carter – At Last (2009)

## Wersja Matta Duska i Margaret
‘Deed I Do – singel Matta Duska i Margaret, wydany 23 października 2015, promujących ich wspólny album Just the Two of Us. Nagranie zostało wyprodukowane przez Matta Duska.
Teledysk do piosenki w reżyserii Olgi Czyżykiewicz miał premierę 11 grudnia 2015 w serwisie Vevo.

### Lista utworów
- Digital download[6]

1. „‘Deed I Do” – 6:11